# Save It Til Morning
Save It Til Morning é uma canção gravada pela cantora norte-americana, Fergie para seu segundo álbum Double Dutchess. Foi  disponibilizada para venda digital na versão editada em 10 de novembro de 2017 e lançada como sexto single do álbum.

## Faixas e formatos
| Download digital - Single Version |                       |         |  |
| N.º                               | Título                | Duração |  |
| 1.                                | "Save It Til Morning" | 3:50    |  |

## Histórico de lançamento
| País  | Data                   | Formato          | Gravadora     |
| ----- | ---------------------- | ---------------- | ------------- |
| Mundo | 10 de Novembro de 2017 | Download digital | Dutchess, BMG |
| Mundo | 10 de Novembro de 2017 | Streaming        | Dutchess, BMG |